# Справа діамантових прокурорів

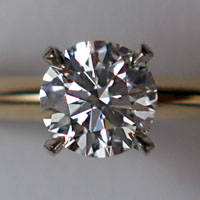

Справа «діамантових прокурорів» — кримінальне провадження за обвинуваченням в хабарництві «діамантових прокурорів» — екс-заступника начальника Головного слідчого управління Генеральної Прокуратури України Володимира Шапакіна та екс-заступника прокурора Київської області Олександра Корнійця. Провадження розпочате 6 липня 2015 року після обшуку у прокурорів, підозрюваних у корупції, і триває донині.
Справа викликала значний резонанс в суспільстві та політичних колах України.
Станом на квітень 2020 року ніхто з "діамантових" прокурорів не покараний, всіх слідчих у цій справі було звільнено.

## Перебіг подій
Справу було ініційовано після скарги одного з підприємців, що займався незаконним видобутком піску, на те, що представники прокуратури вимагають значні хабарі за «кришування бізнесу».
Операція затримання прокурорів-корупціонерів проводилася під керівництвом заступника Генпрокурора Давіда Сакварелідзе і голови СБУ Василя Грицака. В результаті слідчих дій у чиновників було виявлено загалом близько $500 тис., а також коштовності та цінні папери, в тому числі незареєстровану вогнепальну зброю і боєприпаси та 35 пакетів з діамантами загальною кількістю 65 каменів.
З першого ж дня після затримання з боку в.о. Генпрокурора Володимира Гузиря та інших найвищих представників ГПУ був розпочатий тиск у грубій формі (залякування, погрози, перешкоджання слідству, намагання його дескридитувати в ЗМІ, введення ЗМІ в оману спростовуючи тиск на слідчих) на Давіда Сакварелідзе та на групу слідчих і прокурорів у цій справі. Генпрокурор довго зволікав зі звільненням упійманих прокурорів зі своїх посад і зробив це лише 16 липня. 20 липня стало відомо, що в оселях Олександра Корнійця та Володимира Шапакіна під час обшуків був знайдений наркотик кокаїн. Шапакін вийшов на волю під заставу 24 липня, а Корнієць 31 липня, кожен з них вніс всього лише по 6,4 млн гривень (зважаючи на виявленні суми готівки під час затримання), хоча сторона обвинувачення просила суд збільшити розмір застави для Шапакіна до 30 млн грн. 
24 березня 2016 року Давід Сакварелідзе разом з групою слідчих і прокурорів у справі повідомив про ділові зв'язки генпрокурора Віктора Шокіна і «діамантових прокурорів», а також про його палке заступництво за «діамантових прокурорів» та намагання генпрокурора загальмувати і паралізувати хід кримінальної справи. Цього ж дня стало відомо, що генпрокурор Віктор Шокін під виглядом реорганізації відомства звільняє з ГПУ слідчих у справі «діамантових прокурорів».
29 березня Віктор Шокін, за годину до рішення про звільнення з посади, прийнятого Верховною Радою України, звільнив з посади Давіда Сакварелідзе.
Адвокати Шапакіна та Корнійця затягують розгляд справи всіма можливими методами. Справу передають із одного суду до іншого. Після такої передачі справу починають розглядати спочатку, що призводить до додаткового затягування справи. Так, 30 вересня 2019 Голосіївський районний суд Києва передав справу "діамантових прокурорів" на розгляд ВАКС, але один із підозрюваних оскаржив це рішення. Апеляційна палата Вищого антикорупційного суду України на засіданні 22 листопада 2019 вирішила, що справа "діамантових прокурорів" не належить до підсудності ВАКС і передала справу назад до Голосіївського суду.

## Суспільне значення
Справа «діамантових прокурорів» є чи не найгучнішою справою про корупцію на найвищому рівні в органах прокуратури України і до неї прикута значна увага ЗМІ та суспільства. В експертному середовищі та в суспільстві ця справа вважається лакмусовим папірцем, який має показати, чи готова прокуратура до самоочищення від корупції.
Станом на квітень 2020 року ніхто не покараний, всіх слідчих у цій справі було звільнено.